# Полонина Туркульська
Полони́на Турку́лська — полонина на Чорногірському хребті в Українських Карпатах, в Рахівському районі Закарпатської області. Розташована на південно-західних схилах гори Туркул, у межах Чорногірського заповідного масиву (частина Карпатського біосферного заповідника), на висоті близько 1500 м. 
Влітку на полонині традиційно випасають худобу, є колиба, джерела з питною водою. З полонини витікає гірський потік Туркулець, що впадає в річку Говерла.